# More American Graffiti
More American Graffiti es una película estadounidense del año 1979 perteneciente al género de comedia dramática escrita y dirigida por Bill L. Norton. Es la secuela de la película de 1973 American Graffiti. Mientras que la primera película sigue a un grupo de amigos durante una noche de verano antes de partir para la universidad, esta película muestra donde terminan los personajes de la primera película algunos años más tarde.
La mayoría de los principales miembros del elenco de la primera película regresaron para la secuela, incluyendo a Candy Clark, Ron Howard, Paul Le Mat, Cindy Williams, Mackenzie Phillips, Charles Martin Smith, Bo Hopkins y Harrison Ford. Richard Dreyfuss fue el único miembro del reparto principal de la película original que no apareció en la secuela.

## Argumento
La película, ambientada en el transcurso de cuatro Vísperas de Año Nuevo consecutivas, desde 1964 hasta 1967, representa escenas de cada uno de estos años, entrelazadas entre sí, como si los acontecimientos sucedieran simultáneamente. La audiencia está protegida de confusión por el uso de un estilo cinematográfico distinto para cada sección. Por ejemplo, las escenas de secuencias en 1966 de la película de Woodstock están utilizando pantallas divididas y múltiples ángulos de una misma pantalla hechas simultáneamente, las secuencias de 1965 (set en Vietnam) tienen un filmado en granulado de mano, una súper película de 16 mm diseñado para parecerse a imágenes de reporteros de guerra. La película trata de recordar a la década de 1960 con secuencias que recrean el sentido y el estilo de esos días con referencias a Haight-Ashbury, el movimiento por la paz del campus, los inicios del movimiento de liberación de la mujer moderna y de la revuelta social que van de acompañamiento. Uno de los personajes quemó su cartilla militar, mostrando a un público más joven de lo que muchos estadounidenses habían hecho en las noticias de la televisión diez años antes del estreno de la película. Otros personajes se muestran frenéticamente posesivos de su marihuana antes de una parada de tráfico como un oficial de la policía tira de ellos otra vez, y otra escena muestra la brutalidad de la policía con porras durante una protesta anti-Vietnam.
Los destinos mencionados de los personajes principales en la secuencia final de American Graffiti se actualizaron de nuevo al final de esta secuela. En More American Graffiti, John Milner se reveló que fue asesinado por un conductor ebrio en diciembre de 1964, con la escena final de la película al volante de su marca comercial Deuce Yellow en la noche en una carretera montañosa solitaria hacia los faros de otro vehículo. Después de desaparecer sobre una pequeña colina, ni sus luces traseras ni los faros del coche se acerca se ven de nuevo, dando a entender que el accidente fatal ocurrió allí. Ubicado en la víspera de Año Nuevo en 1964, nunca se muestra realmente que su trágico final viene después de su carreras de ganar en el último día del año, muy probablemente, en cambio en los primeros momentos de 1965, dado que el segmento de 1967 fue apenas en 1968 . El aniversario de la muerte de John se menciona tanto en las secuencias de 1965 como en las de 1966. Terry "El Sapo" Los campos de clasificación "como" desaparecido en acción "fingió su propia muerte es que no había cuerpo, no sería clasificado como muertos en combate y como él dice que va a Europa lo que significa que muy probablemente planteó volver a América. Se cree Terry estar muerto por sus superiores en 1965 y por sus amigos - Debbie en 1966 y Steve y Laurie en 1967. Joe Young (el líder de "Los Faraones"), socio de la guerra de Sapo, cumple claramente su muerte con un francotirador de bala en el pecho en una escena después de haber prometido hacer Terry un faraón, una vez que regresen de Vietnam.
La relación de Steve y Laurie se cuela por la insistencia de Laurie que iniciar su propia carrera, aunque Steve lo prohíbe diciendo que quiere que ella sea una mamá con sus pequeños gemelos. De espíritu libre, Debbie "Deb" Dunham ha pasado de viejo Harper a la marihuana y ha renunciado a su rubio platino personaje para un hippie / groupie una en un largo y extraño viaje que termina con su realización con una y country grupo de música. Wolfman Jack retomó brevemente su papel, pero en la única voz. Las escenas de carreras de arrastre para Más American Graffiti fueron filmadas en el Fremont Raceway, después Baylands Raceway Park (ahora el sitio de concesionarios de automóviles), en Fremont, California.

## Uso del formato cinematográfico
La película se divide en tres líneas temporales que son narradas de forma alterna. Para ayudar a la comprensión de los saltos temporales y evitar confusiones por parte del espectador, cada una de estas líneas está grabada con una relación de aspecto distinta.
- 1964: grabado en formato 2.39:1.
- 1965: grabado en formato 1.85:1.
- 1966: grabado en formato 1.37:1.

## Reparto
- Paul Le Mat como John Milner.
- Cindy Williams como Laurie Henderson Bolander.
- Candy Clark como Debbie Dunham.
- Ron Howard como Steve Bolander.
- Mackenzie Phillips como Carol "Rainbow" Morrison.
- Charles Martin Smith como campos "El Sapo" Terry.
- Scott Glenn como Newt.
- Mary Kay Place como Teensa.
- Anna Bjorn como Eva.
- Wolfman Jack como él mismo.
- Rosanna Arquette como Chica en Comuna.
- Jonathan Gries como Ron.
- Naomi Judd como Chica en autobús.
- Bo Hopkins como Little Joe.
- Harrison Ford como Oficial Bob Falfa.
- Delroy Lindo como Ejército SSgt.
- James Houghton como Sinclair.
- John Lansing como a Lance Harris.
- Will Seltzer como Andy Henderson.
- Mónica Tenner como Moonflower.
- Carol-Ann Williams como Vikki Townsend.
- Tom Baker como un oficial de policía.

## Producción
La película fue escrita y dirigida por Bill L. Norton, que fue elegido por George Lucas como adecuado debido a su educación y experiencia con la comedia de California. Lucas estaba involucrado en la producción, actuando como el productor ejecutivo, editar tanto el guion de Norton como la película terminada, e incluso la dotación de una cámara para las secuencias establecidas en la guerra de Vietnam.

## Banda sonora
La película también contó con un treinta y tres por la pista banda sonora titulada More American Graffiti, con música de la película junto a las pistas de voz en off de Wolfman Jack. La banda sonora, publicada originalmente en 1979 como MCA 2 a 11.006, estuvo mucho tiempo fuera de impresión, y nunca se ha editado en formato de CD.
Una banda ficticia llamada electric Haze con Doug Sahm aparece en la película, sobre todo con la realización de la canción de Bo Diddley "Soy un hombre".
Un álbum anterior, también titulado More American Graffiti, fue un álbum secuela oficial de la primera banda sonora de American Graffiti. El álbum (MCA 8007) fue lanzado en 1975, cuatro años antes de que la secuela de la película del mismo nombre fuera puesta en libertad. Mientras que sólo una de las canciones en este álbum fue realmente utilizado en la película de 1973, esta colección fue recopilada y aprobado por George Lucas para su liberación comercial. En 1976 MCA Records lanzó una tercera y último álbum Various Artists doble conjunto titulado: American Graffiti Vol. III (MCA 8008). Unike los dos primeros álbumes, American Graffiti Vol. III no incluye el diálogo Wolfman Jack.

## Recepción
More American Graffiti salió el 3 de agosto de 1979. Los números de recaudación en bruto llegan a $ 8.100.000, y Box Office Mojo lo llevan a $ 15 millones. A pesar de su éxito menor en taquilla, su recaudación en bruto fue mucho menos alta que la de American Graffiti, a pesar de que Ron Howard y Cindy Williams eran estrellas mucho más grandes (debido a sus importantes papeles en la TV en Días felices y Laverne y Shirley) en 1979 de lo que habían sido en 1973.
Su recepción crítica no fue para nada tan positiva como lo había sido para American Graffiti. Rotten Tomatoes informó que el 22% de críticos dieron comentarios positivos sobre la base de nueve reseñas.
Dale Pollock de Variety declaró en su opinión de que "More American Graffiti puede ser una de las películas más innovadoras y ambiciosas de los últimos cinco años, pero de ninguna manera es una de las más exitosos."
Lucas reflexionó sobre la experiencia en 1997, durante la producción de Star Wars: Episodio I - La amenaza fantasma, comentando a Frank Oz, "Uno nunca sabe en estas cosas que hice. More American Graffiti, sino que hizo diez centavos Sólo fracasó miserablemente.."